# لينباك
لينباك (بالإنجليزية: LINPACK)‏ هو مكتبة برمجية لتحسين الجبر الخطي العددي على الحواسيب. كتبه جاك دونغارا، جيم بانش، كليف مولير, وGilbert Stewart باستخدام لغة البرمجة فورتران بهدف استخدامه في الحواسيب الفائقة في السبعينات وبداية الثمانينات.